# Olympische Jugend-Sommerspiele 2018/Teilnehmer (Palästina)
| Gelbes Symbol für Goldmedaillen mit stilisierten Olympischen Ringen | Graues Symbol für Silbermedaillen mit stilisierten Olympischen Ringen | Braundes Symbol für Bronzemedaillen mit stilisierten Olympischen Ringen |
| ------------------------------------------------------------------- | --------------------------------------------------------------------- | ----------------------------------------------------------------------- |
| —                                                                   | —                                                                     | —                                                                       |

Die Jugend-Olympiamannschaft aus dem Staat Palästina für die III. Olympischen Jugend-Sommerspiele vom 6. bis 18. Oktober 2018 in Buenos Aires (Argentinien) bestand aus vier Athleten.

## Athleten nach Sportarten

### Leichtathletik
Mädchen
- Nada Ghrouf
800 m: 22. Platz

### Schwimmen
| Mädchen - Mera Abushammaleh 50 m Freistil: 45. Platz 100 m Brust: DNS | Jungen - Andrew Qumsieh 50 m Freistil: 40. Platz 50 m Schmetterling: 48. Platz |

### Taekwondo
Jungen
- Mohammed Yasini
Klasse bis 48 kg: 9. Platz